# Сиблитмаш
ОАО «Сиблитмаш» — российское машиностроительное предприятие, осуществляющее производство литейных, формовочных и других машин; завод выпускает оборудование для автоматизации литья под давлением. Кроме того, на предприятии располагается цех по изготовлению мебельной продукции.

## История
Строительство завода началось в 1950-е годы, под руководством Министерства станкостроения СССР. 

В 1954 году были построены первые корпусы предприятия. 

В конце 1958 года завод за сутки производил 40 зерноуборочных комбайнов.
1959 год: начинается производство первых гидравлических экскаваторов, а в ноябре этого же года предприятию присваивается имя «Сиблитмаш».
В 1960 году «Сиблитмаш» регистрирует свой логотип, используемый заводом более 50 лет до настоящего времени.
1966 год: значительно увеличиваются площади цехов предприятия, в особенности литейного цеха (в 5 раз).
В 1970 году начинает функционировать очередь станков, оборудованная ЧПУ, возводится новый инженерно-лабораторный корпус.
1980 год. Завод «Ижмаш» вводит в эксплуатацию произведённый на «Сиблитмаше» автоматизированный комплекс У711А10И и начинает выпускать отливки для мотоциклов.
1981 год. Осуществлён выпуск автоматизированных комплексов, предназначенный для литья под давлением — А71117 и А71118.
1988 год. «Сиблитмаш» производит первую импульсную формовочную установку 2299Н, установленную затем на предприятии «Востокмашзавод»

## Награды
Указом президента РФ от 27 июня 2013 года ряду известных деятелей г. Новосибирска были присвоены различные награды. В их числе оказался также генеральный директор ОАО «Сиблитмаш» Анатолий Масалов. Ему присвоили звание Заслуженного машиностроителя Российской Федерации

## Известные работники
- Анатолий Трофимович Черноусов — сибирский писатель.
- Владимир Исакович Герчиков — доктор социологических наук, профессор, сертифицированный консультант по управлению (CMC).
- Николай Никитич Ефремов — советский военный деятель, участник Великой Отечественной войны, капитан.